# Daniel Pérez Prada
Daniel Pérez Prada (Madrid, 30 de gener de 1981) és un actor espanyol conegut pels seus treballs en televisió, cinema i teatre.

## Trajectòria
Natural de Getafe, el seu primer treball en cinema va ser amb 15 anys i està llicenciat en Comunicació Audiovisual per la Universitat Complutense de Madrid.
Va participar com a protagonista juntament amb un repartiment coral en l'última pel·lícula de José Luis Cuerda, Tiempo después.
El 2018 comença a rodar a Valdelavilla, a Las Tierras Altas de Soria la sèrie dirigida per Laura Caballero i Alberto Caballero El pueblo de Telecinco i Amazon Prime Video, on fa un dels papers protagonistes, Nacho, un dels personatges urbanites que comencen a viure al poble fictici de.
En cinema també ha treballat amb directors com Koldo Serra, Emilio Martínez Lázaro i Nacho Vigalondo. El 2013 rep la Bisnaga de Plata al Millor Actor de Repartiment en el Festival de Màlaga al costat de la resta dels seus companys per la pel·lícula Casting.
En teatre ha treballat en dos muntatges de la companyia Kamikaze i a les ordres de directors com Miguel del Arco o Daniel Veronese entre d'altres. El 2014 és nominat al Millor actor secundari als XXIII Premis de la Unión de Actores pel seu paper de Banquo a MBIG, l'adaptació de Macbeth de José Martret.

## Filmografia
- Tiempo después. José Luis Cuerda
- 70 Binladens. Koldo Serra
- Miamor perdido. Emilio Martínez Lázaro
- ¿Qué te juegas?. Inés de León
- Open Windows. Nacho Vigalondo[8]
- Todos tus secretos. Manuel Bartual
- Cómo sobrevivir a una despedida. Manuela Moreno
- Viral. Lucas Figueroa
- Al final todos mueren. Javier Fesser i Javier Botet
- Casting. Jorge Naranjo
- Novios. Joaquín Oristrell
- ¿De qué se ríen las mujeres?. Joaquim Oristrell
- Els encantats. Elena Trapé

## Sèries
- El Ministerio del Tiempo – TVE1.
- Por H o por B – HBO.
- El Pueblo – Amazon Prime i Tele5.
- la zona – Movistar.
- Capítulo 0 – Movistar.
- El Caso: Crónica de sucesos – TVE1.
- Olmos y Robles – TVE1.
- Carlos, rey emperador – TVE1.
- Víctor Ros – TVE1.
- El Príncipe – Tele 5.
- El fin de la comedia – Paramount
- Cita a ciegas – Cuatro Televisión
- Gran Hotel - Antena3.
- Con el culo al aire – Antena3.
- La que se avecina – Tele5.
- Cuéntame – TVE1.
- Háztelo mirar – Neox
- Museo coconut – TVE2.
- Hospital Central – Tele 5.
- Los hombres de Paco – Antena 3.
- Maitena: Estados alterados – La Sexta
- El comisario – Tele5.
- Cazador de hombres – Antena 3.
- El porvenir es largo – TVE1.
- Hermanos y detectives – Tele5.
- Cuestión de sexo – Cuatro
- Ascensores – Paramount
- Al filo de la ley – TVE1.
- Ana y los 7 – TVE1.[9]